# 天际线扫描
天际线扫描或地平线扫描是剑桥大学生物学家William Sutherland在2008年提出的对环境与生物多样性问题的一种未来学研究方法。
天际线扫描方法是基于德尔菲技术(Delphi Technique)改进的系统预测方法。从2009年开始每年进行年度全球环境保护的天际线扫描。方法是每年组成一个20人的专家组，每个专家再独立与其他人一起提出两个以上的全球性的环境保护问题，并提供一个对问题简单的描述。然后由每个专家对所有问题进行评议打分（1-1000分），并选出35个得分最高的问题，以及一些认为值得讨论的问题。在提交给专家组评议后，重新打分选出15个得分最高问题，作为年度全球环境保护问题。

## 历年全球环境保护天际线扫描问题
- 2010年[3]
  - 微塑料污染、纳米银废水、试管肉、人工生命、平流层气溶胶、生物碳、移动传感技术、海洋脱氧、反硝化细菌的变化、高纬度地区火山爆发、印度洋–太平洋捕食性入侵鱼类、跨北极的物种扩散与迁移、协助迁移、減少毀林及森林退化所致排放量对非森林生态系统的影响、大规模跨国土地投资
- 2011年[4]
  - 亚洲牛奶消费增长的环境效应、新型温室气体、全氟化合物的生物学效应、海冰消失而导致的极地海域生物生产力的提高、充电电池消费增长带来的锂矿开采、遗传技术灭蚊、硝酸雨、土壤生态学的显著变化、否认生物多样性丧失、保护地失效、牛瘟再现、气候治理、海洋的转化及海洋物种的馴養、北美森林中的蚯蚓造成的植被变化、水力压裂
- 2012年[5]
  - 深海变暖、深海採礦、海底甲烷逸出、气候导致的南极水域物种定殖、人口老化带来的制药废水排放的增加、为食物安全而进行的无菌耕作、将固氮能力转到谷物、多年生谷物的增加、快速廉价的基因组测序、电化学海水淡化、石墨烯材料的快速发展与广泛应用、核电池、水泥需求增长对喀斯特森林与岩洞生态系统的影响、流水动力涡轮机、北极苔原的燃烧
- 2013年[6]
  - 聚光太阳能热发电的快速发展、釷燃料發電的广泛发展、海底石油的开采与加工、水循环加速、安第斯亚马逊地区的水电发展、物种消失成为全球环境变化的驱动力、水产养殖饲料的素食化、全球对椰子汁需求急剧增长、用环境DNA监测水生物种、用珊瑚托儿所修复珊瑚、利用微型无人机保护与恢复森林、3D打印革命、生物多样性和过敏与自體免疫性疾病的联系、抗微生物肽的商用、合成遗传学
- 2014年[7]
  - 金融市场对不可燃碳的反应, 东南亚由于泥炭地沉降导致的大量土地流失、碳太阳能电池作为可再生能源的替代来源, 快速扩大的生物燃料大规模养殖, 生态系统全球增温的再分配, 土地覆盖变化的高频监测, 入侵物种的基因控制, 野生犀牛与象的加速消失, 海岛非土著动物的加速消失，用于控制非土著入侵物种的自養遗传系统, 益生菌治疗两栖动物，新出现的危及蛇类的致病真菌, 聚异丁烯成为海洋污染物, 南极的开发, 生态系统红色名录的扩展、绝灭物种的复苏
- 2015年[8]
  - 破坏昆虫感测空气中化合物能力的化合物，垃圾制作的生物塑料，藻类作为棕榈油的替代品，電動載具的使用，娛樂性藥物的合法化，煤的地下气化，药物诱导导致的水生生物的消失，高产农业的可持续集约化，印度洋-太平洋地区珊瑚病的增加,南极海冰下降对磷虾的影响，与冰撤退有关的新型沿海生态系统，提升非人类物种的法律地位，投资的影响，环境科学的再现性，自由贸易谈判中投资者—国家争端解决
- 2016年[9]
  - 超人工智能，改变能源存储与消费模型的成本，中国的生态文明政策，电脉冲牵引，海水鹽差能，把人工饲养蜂群作为载体，在北冰洋中部不受管制的渔业对鱼类种群的威胁扩大，人工岛建设的日益扩大，水分中睾酮浓度的增加，工程纳米颗粒对陆生生态系统的影响，通过卫星访问船载自动识别系统，被动声学监测以防止非法活动，合成濒危动物的身体部位，人工冰川调节灌溉，把入侵物种作为遗传多样性的仓库